# Anoxia reisseri
Anoxia reisseri är en skalbaggsart som beskrevs av Rudolph Petrovitz 1964. Anoxia reisseri ingår i släktet Anoxia och familjen Melolonthidae. Inga underarter finns listade i Catalogue of Life.